# شيا مويستشر
شيا مويستشر (ترطيب زبدة الشيا) هي شركة أمريكية للعناية الشخصية تركز على الشامبو والبلسم وغسول الجسم. وهي مملوكة لشركة يونيليفر.

## التاريخ
تأسست الشركة في هارلم عام 1991 من قبل الليبيريين نيما توبمان وريتشيليو دينيس (ووالدته ماري دينيس) اللذين كانا جزءًا من ليبيريا الشتات إلى الولايات المتحدة. بدأت الشركة من صوفي تاكر جدة دينيس السيراليونية التي باعت زبدة الشيا في سوق قرية في بونتي، سيراليون في عام 1912.
في عام 2017 أعلنت شركة يونيليفر عن نيتها الحصول على (شيا مويستشر) في عام 2018، تم التعاقد مع السيدة جمايكا ملكة جمال العالم لعام 2017 لتصبح الوجه اعلاني لـ شيا مويستشر الذي يمثل خط إنتاج زيت الخروع الأسود للشركة.

## الحملات
في أبريل 2016، أطلقت الشركة حملة «#اكسرو_الجدران»، والتي عززت المزيد من الإدماج والتمكين العرقي، وفي العام التالي أصدرت الشركة إعلانًا تجاريًا آخر يحمل رسالة «تحرري من كراهية الشعر» معظمها من النساء البيض وامرأة واحدة غامضة العرق. أثار الإعلان الجدل بسبب انه بالكاد عرض قاعدة العملاء الإصليين وهم ذوي البشرة السوداء اللذين يملكون أنواع شعر مختلفة، بما في ذلك الشعر المجعد والمتعرج. وأصدرت الشركة اعتذارًا قائلة إنها «تخلصت حقًا من هذا الأمر».

## الجوائز
في عامي 2015 و 2016، تم التصويت على (شيا مويستشر) للعلامة التجارية المفضلة بشكل عام في استطلاع (الشعر المجعد الطبيعي) السنوي الأفضل على الإطلاق
بالنسبة لخبرة الشركة الوطنية والدولية في مجال التنمية المستدامة والمنتجات الصديقة للبيئة، منحت منظمة الإمكانية البيئية جائزة «مناصرة البيئة» إلى (شيا مويستشر) في عام 2020.